# André Daguin
Pour les articles homonymes, voir Daguin.
André Daguin, né le 20 septembre 1935 à Auch (Gers) et mort le 3 décembre 2019 dans la même ville, est un chef cuisinier français.

## Biographie
André Daguin est le propriétaire de l'Hôtel de France (deux étoiles Michelin), à Auch, qu'il a hérité de ses parents, et dont il assure la direction jusqu'en 1997 avant de le céder à Roland Garreau.
André Daguin a connu le succès aux fourneaux, quarante ans durant. Héraut d’une cuisine régionale revisitée, il est l'« inventeur » et le promoteur du magret qu'il met à son menu dès 1959. Il conçoit également des plats audacieux comme un foie gras frais aux langoustines, ou une glace de haricots blancs.
Il est l'auteur ou le coauteur de plusieurs livres sur la cuisine, dont Le nouveau cuisiner gascon (Stock, 1981) et 1 canard 2 Daguin (Éditions Sud Ouest, 2010) écrit avec son fils Arnaud. Ancien joueur de rugby, il joue deuxième ligne au lycée d'Auch de Salinis. Il eut moins de succès en politique : ses tentatives pour s’imposer à Auch sous les couleurs de l’UDF restèrent vaines.
Il a siégé au Conseil économique et social et a été candidat dans la circonscription du Gers en 1993 (16,98 %).
Il fut chroniqueur dans les Grandes Gueules sur RMC.
André Daguin meurt le 3 décembre 2019 à son domicile à Auch (Gers) à l'âge de 84 ans, d'un cancer du pancréas. Il est inhumé au cimetière communal.

### Famille
André Daguin a trois enfants. Sa fille Ariane est également restauratrice et commercialise aux États-Unis, foie gras et produits comparables à travers son entreprise D'Artagnan. Son fils Arnaud, né en 1959 a été également restaurateur étoilé à Biarritz avec Les Platanes et a maintenant une table d'hôte étoilée, la Ferme Hégia, à Hasparren, depuis 2005.

## Lobbying
André Daguin a été président de la puissante Union des métiers et des industries de l'hôtellerie (UMIH), qui rassemble les professionnels de ce secteur, gérants de bar-PMU, de discothèque, ou restaurateurs. Parmi ses revendications figurait la baisse du taux de TVA dans la restauration. En 1998, il la veut au taux unique de 14 %, puis demande son alignement à 5,5 %. Dans le cadre de ses nouvelles fonctions, il s'est notamment illustré par un verbe franc et direct, voire brutal[non neutre].
Il a déclaré le 30 octobre 2012 sur Europe 1 à propos du député Thomas Thévenoud, auteur d'un rapport critique à l'égard de la baisse de la TVA : « Ce député, c'est son premier mandat. Ça sera sans doute son dernier. On y veillera. »

## Divers
André Daguin a eu de nombreux élèves parmi lesquels on retrouve le Chef Michel Dumas ou encore le chef toulousain Stéphane Tournié.